# مقاطعة أورورا (داكوتا الجنوبية)
أورورا (بالإنجليزية: Aurora)‏ هي إحدى مقاطعات ولاية داكوتا الجنوبية في الولايات المتحدة الأمريكية.